# Asterix en de waarheid
Asterix en de waarheid is een naslagwerk, waarin wordt weergegeven in welke mate het beeld dat in de Asterix-stripreeks wordt geschetst, overeenkomt met de werkelijkheid van die dagen.
Er wordt onder andere ingegaan op het oude Gallië, de persoon van Julius Caesar en de gang van zaken in het Romeinse Rijk. De auteurs zijn beide oudheidkundige.
Het boek werd bekroond met de P. Hans Frankfurtherprijs.